# Погіньки
По́гіньки (рос. Погинки) — село в Україні, у Голобській селищній територіальній громаді Ковельського району Волинської області. Населення становить 205 осіб.

## Історія
В кіці XIX століття село Погіньки Голобської волості Ковельського повіту Волинської губернії.  Село отримало назву від слова "Погинули", на території, де розташоване поселення, свого часу, під час війни, загинуло багато людей. Спочатку старожили казали Пугині (що згадується в церковних книгах), пізніше с. Погіньки. Відстань від повітового міста 21 км. Дворів 39, мешканців 266.

## Населення
Згідно з переписом УРСР 1989 року чисельність наявного населення села становила 218 осіб, з яких 98 чоловіків та 120 жінок.
За переписом населення України 2001 року в селі мешкали 203 особи.

### Мова
Розподіл населення за рідною мовою за даними перепису 2001 року: Ніхто і ніколи російською мовою у селі не розмовляв, суржик присутній, а також діалекти.
| Мова       | Відсоток |
| ---------- | -------- |
| українська | 99,02 %  |
| російська  | 0,98 %   |